# Blechnum fragile
Blechnum fragile är en kambräkenväxtart som först beskrevs av Frederik Michael Liebmann, och fick sitt nu gällande namn av Conrad Vernon Morton och Lellinger. Blechnum fragile ingår i släktet Blechnum och familjen Blechnaceae. Inga underarter finns listade.